# Світлогірська сільська рада (Кобеляцький район)
Світлогірська сільська рада — колишній орган місцевого самоврядування у Кобеляцькому районі Полтавської області з центром у c. Світлогірське.

## Населені пункти
Сільраді були підпорядковані населені пункти:
- c. Світлогірське
- с. Брачківка
- с. Кишеньки
- с. Просяниківка